# Rufaida Al-Aslamia
Rufaida Al-Aslamia (en árabe: رفيدة الأسلمية) (Medina c. 620 d. C. ) fue una trabajadora social y médica islámica reconocida como la primera enfermera en el registro histórico y la primera cirujana en el islam.

## Biografía
Siendo una de las primeras personas en Medina en convertirse al islam, Rufaida Al-Aslamia nació en la tribu Bani Aslam de la confederación tribal de Khazraj en Medina, e inicialmente ganó fama por su contribución con otras mujeres ansares que dieron la bienvenida al profeta Mahoma durante su llegada a Medina.
Rufaida Al-Aslamia es usualmente representada como una enfermera amable, empática y una buena organizadora. Con sus habilidades clínicas, entrenó a otras mujeres, incluidas las famosas esposas del profeta Mahoma, Jadiya y Aisha, para que fueran enfermeras y trabajaran en el área de la atención médica. También se desempeñó como trabajadora social, ayudando a resolver problemas sociales relacionados con la enfermedad. Además, ayudó a niños necesitados y se hizo cargo de huérfanos, discapacitados y pobres.
Nacida en una familia con fuertes lazos con la comunidad médica, el padre de Rufaida, Saad Al Aslamy, fue médico y el mentor bajo el cual Rufaida obtuvo sus primeras experiencias clínicas. Dedicada al cuidado de personas enfermas, Rufaida Al-Aslamia se convirtió en una sanadora experta. Aunque no se le dieron responsabilidades reservadas exclusivamente para los hombres como cirugías y amputaciones, Rufaida Al-Aslamia practicó sus habilidades en su tienda habilitada como hospital de campaña durante muchas batallas debido a que Mahoma solía ordenar que todas las bajas fueran llevadas a su tienda para que ella pudiera tratarlos con experiencia médica. También se ha documentado que Rufaida brindó atención a los soldados heridos durante las primeras campañas islámicas, además de brindar a los moribundos refugio contra el viento y el calor del duro desierto.

## Innovación en el desarrollo de la enfermería

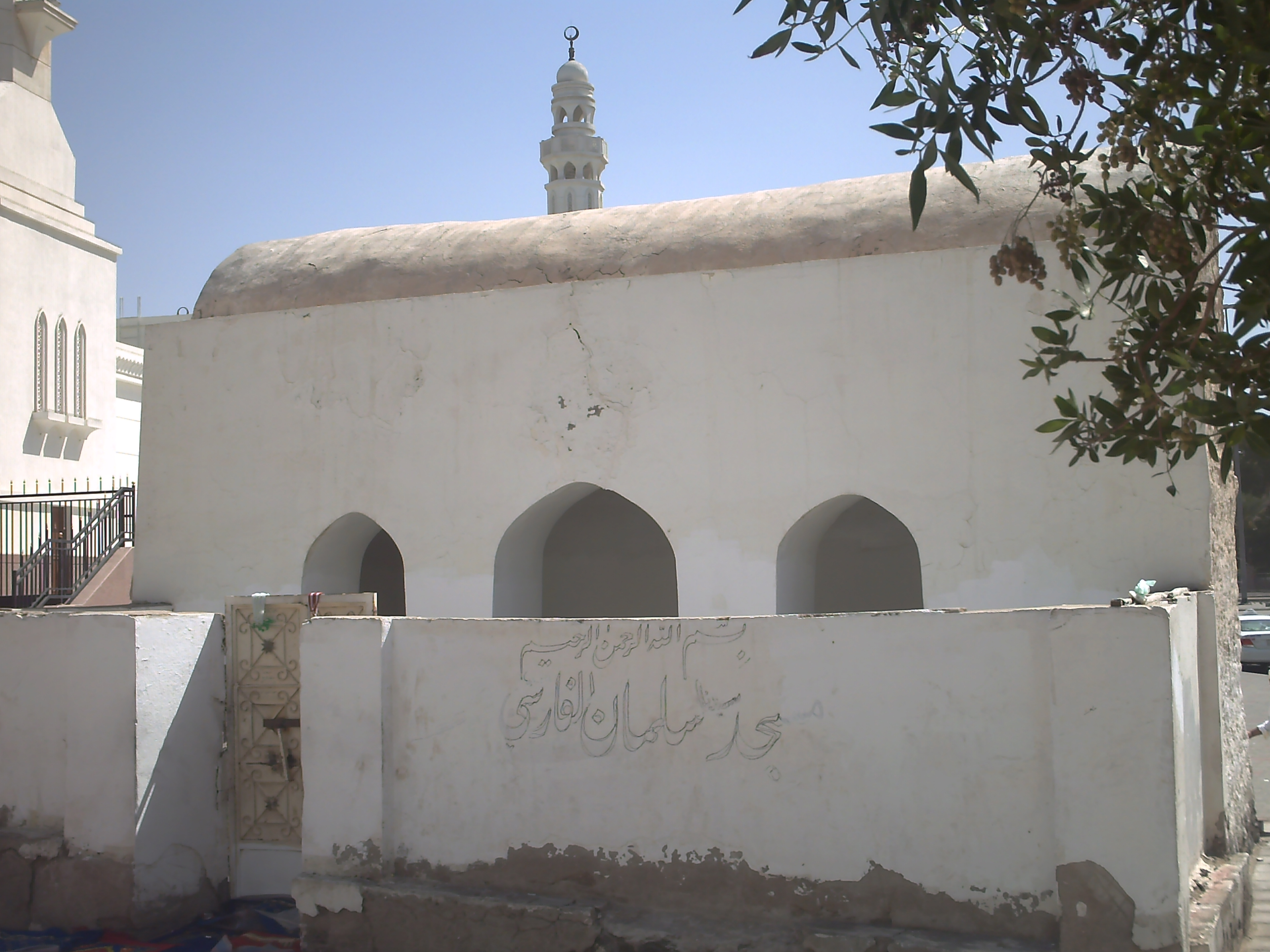
Mezquita en la localización de la Batalla de la Trinchera, en la que Rufaida atendió a los heridos.

### Surgimiento como líder de enfermería de Rufaida Al-Aslamia
Aunque aún muy limitada en la invasividad de su trabajo, un rápido cambio cultural en las expectativas sobre el papel de la mujer en el hospital le brindó la oportunidad de alcanzar una posición de liderazgo en un campo anteriormente dominado únicamente por hombres. Si bien aún existe alguna controversia sobre quién es "técnicamente" el primer cirujano y enfermero de la historia, los países del Oriente Próximo le atribuyen el título de primera enfermera a Rufaida.

### Orígenes de los cuidados intensivos
Rufaida Al-Aslamia implementó sus habilidades clínicas y experiencia médica en el desarrollo de las primeras unidades móviles de atención que pudieron satisfacer las necesidades médicas de la comunidad, de las cuales se tiene documentación. El alcance de la mayoría de su trabajo en esas unidades de comando médico organizadas consistió principalmente en la higiene y la estabilización de pacientes antes de los procedimientos médicos más invasivos. Durante las expediciones militares, Rufaida Al-Aslamia dirigió grupos de enfermeras voluntarias que fueron al campo de batalla y trataron a las víctimas. Ella participó en las batallas de Badr, Uhud, Khaibar y la batalla de la Trinchera.
Durante los períodos de paz, Rufaida Al-Aslamia continuó su participación en los esfuerzos humanitarios brindando asistencia a los musulmanes que lo necesitaban.

## Reconocimientos
Cada año, el Royal College of Surgeons in Ireland premia a un alumno en la Universidad de Baréin con el codiciado y prestigioso Premio Rufaida Al-Aslamia de Enfermería. El ganador del premio, determinado por un panel de miembros del personal médico clínico, otorga el premio de enfermería al estudiante que más sobresalga en brindar una excelente atención de enfermería a los pacientes.